# Alexander I. (Bulgarien)

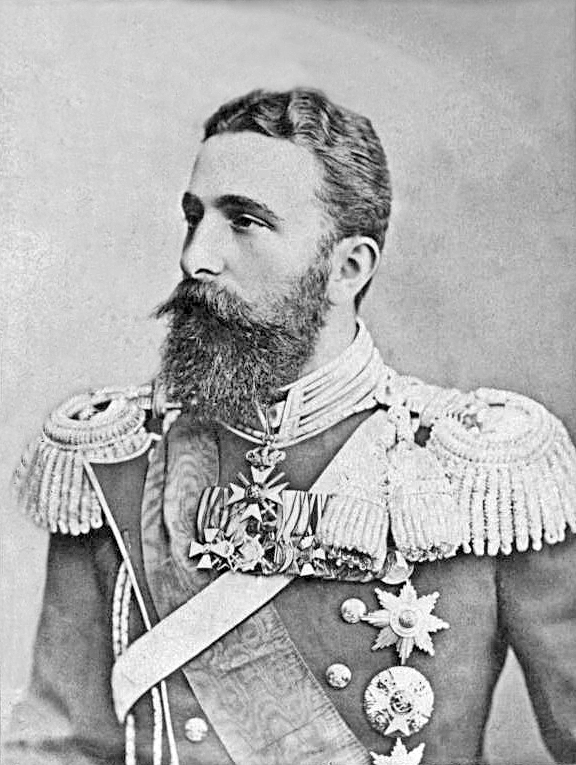
Alexander I. Fürst von Bulgarien

Alexander I. (* 5. April 1857 in Verona; † 17. November 1893 in Graz), geboren als Prinz Alexander Josef von Battenberg, war von 1879 bis 1886 als gewählter Knjaz (Fürst) der erste Monarch des Fürstentums Bulgarien.

## Leben
Geboren wurde Alexander Joseph von Battenberg (in der Familie „Sandro“ genannt) als zweiter Sohn des Prinzen Alexander von Hessen und bei Rhein und der Gräfin Julia Hauke, einer ehemaligen Hofdame seiner Tante, der russischen Zarin Maria Alexandrowna. Die Ehe seiner Eltern war morganatisch. Seine Mutter erhielt deshalb von ihrem Schwager, Großherzog Ludwig III. von Hessen und bei Rhein (vulgo: Hessen-Darmstadt) den Titel einer Gräfin, später den einer Prinzessin von Battenberg. Alexander führte darum bis 1889 wie seine Brüder den Titel eines Prinzen von Battenberg. Als Jugendlicher war er Schüler des Ludwig-Georgs-Gymnasiums in Darmstadt und der Schnepfenthaler Erziehungsanstalt. 1873–75 absolvierte er die Kadettenanstalt Dresden. Danach kehrte er auf seinen Posten als Leutnant in das Großherzoglich Hessische Dragonerregiment Nr. 24 zurück, dem er schon seit April 1873 angehörte.

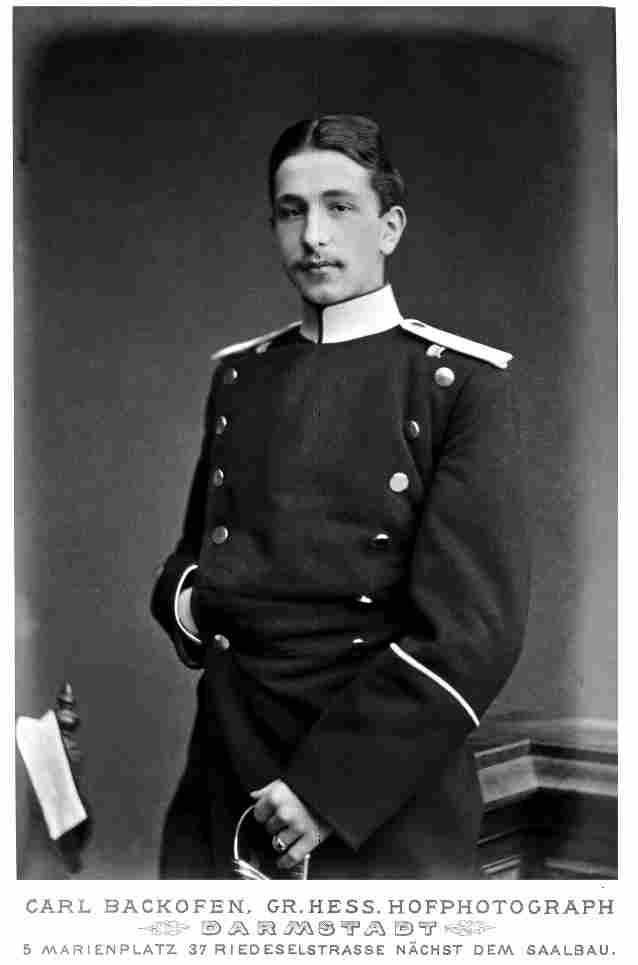
Alexander v. Battenberg als Leutnant beim 2. Hessischen (Leib-)Dragonerregiment No.24

Alexander nahm auf eigenen und ausdrücklichen Wunsch mit Genehmigung Kaiser Wilhelms zusammen mit seinem Burschen Kamuff als einziger deutscher Soldat in seiner hessischen Dragoneruniform 1877–78 als Beobachter zuerst im Hauptquartier des Großfürsten Nikolaus, danach im Stab des Kavalleriegenerals Gurko, den er auch in den harten, aber siegreichen Gefechten am Schipkapass begleitete, am Russisch-Osmanischen Krieg in Bulgarien teil und marschierte mit diesem siegreich in Plowdiw ein. Die Erfahrungen, die er in dieser Zeit machte, sollten ihm wenige Jahre später vor Sliwniza von großem Nutzen sein. Als Auszeichnung wurde er im Mai 1879 zum kaiserlichen Generalmajor befördert, mit dem russischen St. Georgs Kreuz IV. Klasse dekoriert und in Potsdam in das Regiment Gardes du Corps aufgenommen.

Alexander I. in Paradeuniform

### Fürst von Bulgarien
Als ein Ergebnis des Berliner Kongresses entstand das autonome Fürstentum Bulgarien, und das von diesem abgetrennte Ostrumelien als nomineller Vasallenstaat des Osmanischen Reiches. Gegen diese Entscheidungen brach noch der erfolglose Kresna-Raslog-Aufstand aus, der von den osmanischen Truppen brutal niedergeschlagen wurde. Die Teilnahme Alexanders am Feldzug gegen das Osmanische Reich und seine nahe Verwandtschaft mit dem Zaren Alexander II. von Russland, dessen Neffe er war, und über seine Brüder mit Queen Victoria prädestinierten ihn zum Oberhaupt des neuen Fürstentums. Alexander wurde am 29. April 1879 von der bulgarischen Nationalversammlung unter dem Vorsitz des Exarchen Anthim I. einstimmig zum Fürsten gewählt. Er hielt am 8. Juli in Tarnowo seinen Einzug und leistete den Eid auf die neue Verfassung des Fürstentums, schlug aber seine Residenz in Sofia auf.
Da die von radikalen russophilen Agitatoren beherrschte Deputiertenkammer seinen Bestrebungen für das Volkswohl und die Unabhängigkeit Hindernisse in den Weg legte und seine durch die Verfassung schon sehr eingeschränkte Macht zu einem Schatten herabdrückte, erklärte er durch eine Proklamation vom 9. Mai 1881, die Krone niederlegen zu müssen, wenn ihm nicht außerordentliche Regierungsvollmachten zugestanden würden. Dadurch eingeschüchtert setzte die Große Volksversammlung am 13. Juli in Swischtow die Verfassung außer Kraft und übertrug Alexander alle gewünschten Vollmachten für sieben Jahre.

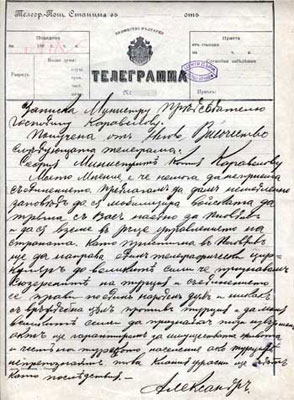
Telegramm zur Verkündigung der Vereinigung Bulgariens

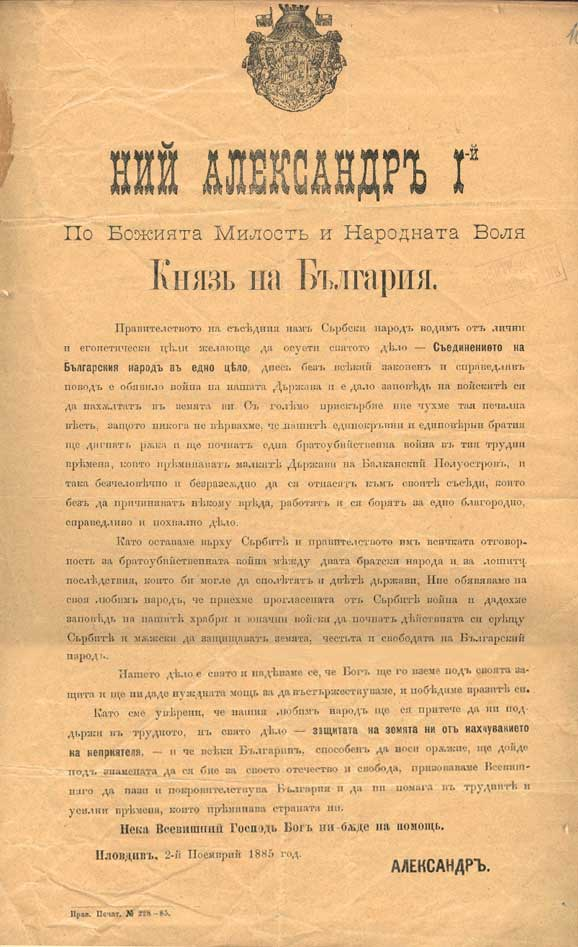
Manifest zur Verteidigung des Landes

Sein Regime der Vollmachten scheiterte jedoch auf Grund des Widerstandes der Russophilen und der in der Regierung und Armee eingesetzten Russen. Am 16. September 1883 sah er sich gezwungen, die Verfassung wieder in Kraft zu setzen, konnte jedoch eine Regierung aus den beiden im Land vorhandenen, zerstrittenen Parteien (Liberalen und Konservativen) bilden, die ihn nun stützten. Verärgert stellte Russland, welches vorher einen Staatsstreich gegen ihn zu initialisieren versucht hatte, die Zusammenarbeit weitgehend ein.
Je nach außenpolitischer Situation widersetzte er sich mitunter Plänen, die auf die Befreiung weiterer Landesteile zielten, die noch unter der Herrschaft der Hohen Pforte standen (West-, und Ostrumelien), und die einen Zusammenschluss aller bulgarischen Gebiete anstrebten, wie sie eine nach dem Vorbild der Inneren Revolutionären Organisation aufgebaute Organisation vertrat, das Bulgarische Geheime Zentrale Revolutionäre Komitee (kurz BGZRK). Obwohl er sich im Juli und August 1885 auf diplomatischem Wege die Billigung Großbritanniens und Österreich-Ungarns sicherte, konnte er sich gegen die negative Haltung des russischen Hofes gegenüber einer Vereinigung nicht durchsetzen. Es war auch nicht lange her, dass der Fürst, der von der Hochzeit seines Bruders Heinrich mit der Tochter der Königin von England Beatrice, zurückkehrte, den russischen Außenminister Nikolai Giers in Franzensbad getroffen und ihm versichert hatte, dass die Frage der Vereinigung noch nicht reif sei und dass er sie jedenfalls nicht aufrechterhalten würde.
Am 29. August, während einer Übung der fürstlichen Truppen, wurde er von den Vertretern des BGZRKs Dimitar Rizoff und Sawa Mutkurow in Schumen mit der Bitte um Unterstützung besucht. Er war überhaupt nicht bereit, sich zu einer so folgenschweren Frage zu äußern. Seine ersten Worte waren, dass er kein Recht habe, Bulgarien in ein so schreckliches Abenteuer zu stürzen. Der Fürst wagte es anfänglich nicht, dieses doppelte Risiko einzugehen. So willigte er zunächst nicht ein, er versprach lediglich, die anlässlich der Manöver einberufenen Reserven nicht aufzulösen. Wahrscheinlich hatte der Fürst dennoch vor der vorzeitigen Abreise Mutkurows positivere Versprechungen gegeben, denn letzterer telegrafierte dem Komitee nach Plowdiw, dass er auf einen Erfolg hoffe. Rizoff beorderte Alexander I. zu seiner fürstlichen Sommerresidenz am Schwarzen Meer, Exinovgrad. Bei einem weitern Gespräch dort, versicherte Rizoff dem Fürsten, dass die Vereinigung unumkehrbar war und dass nur ein großes patriotisches Werk wie die Vereinigung seinen Thron vor ausländischen Übergriffen retten könne. Alexander I. sah nun in der Vereinigung eine Möglichkeit, sein Ansehen unter der bulgarischen Bevölkerung zu stärken und sicherte seine Unterstützung zu. Gleichzeitig suchte Premierminister Petko Karawelow das Vorhaben aus außenpolitischen und finanziellen Erwägungen zu unterbinden, doch wurden alle Beteiligten von den Ereignissen überholt. Als Rizoff mit dem fürstlichen Adjutanten Marinow auf dem Weg nach Sofia war, um Waffen für die Bewegung entgegenzunehmen, war die Vereinigung bereits ausgerufen.

### Bulgarische Krise
Die Vereinigung Ostrumeliens mit dem Fürstentum Bulgarien wurde am 6. September 1885 ausgerufen. Sie war eines der größten Ereignisse der Geschichte des jungen Staates wie auch im Leben des jungen Fürsten. In diesem Zusammenhang soll er gesagt haben: „Ich riskiere meinen Thron und mein Leben, doch was soll ich machen? Ich liebe Bulgarien!“ Nach der Nachricht von der Vereinigung richtete Fürst Alexander am 8. September ein Manifest an das bulgarische Volk, in dem er offiziell den Akt anerkannte und die Nation aufrief, die gerechte Sache zu verteidigen. Am nächsten Tag fuhr er in die ehemalige Hauptstadt Ostrumeliens, Plowdiw, wo er von der Bevölkerung begeistert empfangen wurde.
Am 23. September befahl der russische Zar Alexander III. allen russischen Offizieren in der bulgarischen Armee, ihre Posten zu verlassen und nach Russland zurückzukehren. Fürst Alexander bot seinem Cousin hierauf erneut den Thronverzicht an, doch lehnte dieser ab, da er die Schaffung eines Märtyrers verhindern wollte. Was eigentlich als Schwächung der bulgarischen Armee gedacht war, erwies sich im Nachhinein als Glücksfall, da an Stelle meist korrupter russischer Offiziere hochmotivierte nationalbegeisterte Bulgaren die frei gewordenen Stellen besetzten.
Angesichts der drohenden Bulgarischen Krise verschickte Alexander persönliche Schreiben an den österreichischen Kaiser, den russischen Zaren, den osmanischen Sultan und an das Britische Empire mit dem Ersuchen, die Vereinigung anzuerkennen. Weiter trat er in direkte diplomatische Verhandlungen ein, um die Unzufriedenheit des serbischen Fürsten Milan zu lindern.
Am 2. November jedoch erfolgte die offizielle Kriegserklärung Serbiens. Während noch am selben Tag die ersten serbischen Einheiten die Grenze passierten, rief Alexander per Manifest die bulgarische Bevölkerung dazu auf, „das Land gegen die Aggressoren zu verteidigen“, da die bulgarische Armee an die bulgarisch-osmanische Grenze verlegt worden war, weil man von dort einen Angriff erwartet hatte.
Die bulgarischen Truppen waren gut aufgestellt, die ostrumelischen und Freiwilligenverbände aber noch deutlich unterversorgt. Es wurde eine Kriegswirtschaft eingeführt, Stoffe requiriert und Schneider zwangsverpflichtet. Beim Schuhwerk griff Alexander auf die volkstümlich in jedem Haushalt vorhandenen Opanken zurück. Nachdem er sich bei der Pforte rückversichert hatte, führte er seine Truppen von der osmanischen Grenze in Gewaltmärschen nach Nordosten, während er bereits die Stellungen in Sliwniza, vor den Toren der bulgarischen Hauptstadt, befestigen ließ. Waren die Bulgaren am 18. November mit rund 10.000 Mann gegenüber 52.000 Serben noch klar in der Minderzahl, so kamen stündlich neue Kräfte hinzu. Alexander kam zur Taufe seines Patenkindes Alexander Walther Menges nach Sofia und organisierte dort parallel dazu am 21. November die Vereitelung eines serbischen Umgehungsversuches, um tags darauf an die Front zurückzukehren. Nach dem Ende der Schlacht bei Sliwniza gelang es ihm, die Serben in deren eigenes Territorium zurückzutreiben. Nach Angaben des k.k.-Diplomaten Graf Orsini-Rosenberg standen am Ende vor Pirot 27.000 Serben mit teils weniger als 5 Schuss Munition 56.000 Bulgaren gegenüber, mit rund 8.000.000 Schuss in den Depots. Nachdem die bulgarische Armee im Sturm Pirot einnahm und Serbien kapitulierte, konnte erst eine Intervention von Kaiser Franz Joseph auf Basis des Geheimvertrages zwischen Österreich-Ungarn und Serbien den bulgarischen Vorstoß vor Niš stoppen.
Nach dem Frieden von Bukarest vom 3. März 1886 weigerte sich der russische Zar Alexander III. aus rein persönlicher Abneigung (die auf Gegenseitigkeit beruhte) seinen Cousin Fürst Alexander I. als Herrscher des vergrößerten Bulgariens anzuerkennen. Das Osmanische Reich hingegen erkannte im Tophane-Vertrag die Vereinigung und die Hoheit des bulgarischen Fürsten über Ostrumelien an. Sultan Abdülhamid II. ernannte ihn offiziell zum Generalgouverneur von Ostrumelien.

### Putsch und Thronverzicht
Anfang 1886 versuchten von Russland mittels Karriereaussichten bestochene Offiziere unter der Führung des russischen Obersten Nikolaj Nabokow in der Hafenstadt Burgas, Alexander, der die Stadt im Vorfeld der ersten gesamtbulgarischen Parlamentswahlen besuchen wollte, zu überfallen und nach Russland zu entführen. Die Verschwörung wurde jedoch aufgedeckt und die Beteiligten festgenommen. Am 9. August putschte auf russisches Betreiben eine Gruppe korrupter bulgarischer Offiziere (ihnen wurde ein gleichwertiger Rang in der russischen Armee versprochen) gegen Alexander I. und zwang ihn zur Abdankung. Daraufhin wurde er mit seinem Bruder Franz Joseph von Battenberg nach Lom gebracht und über die Donau mit der Yacht Aleksandar I. außer Landes nach Russland verschleppt. Im russischen Reni ging die Eskorte an Land und übergab den Fürsten an den russischen Kommandanten der Stadt. Dieser hatte die Anweisung, Alexander sofort außer Landes zu bringen. Alexander wurde daraufhin mit dem Zug ins österreichische Lemberg gebracht. Nach seiner Ankunft am 15. Augustjul. / 27. August 1886greg. traf dort am nächsten Tag früh morgens sein Bruder Ludwig von Battenberg zur moralischen Unterstützung ein.
In der Zwischenzeit konnte vom bulgarischen Parlamentspräsidenten Stefan Stambolow mit Hilfe des Militärs ein Gegenputsch organisiert und das Land abgesichert werden. Stambolow telegraphierte an Alexander bereits als er noch in Reni war, die Telegramme wurden aber von der Eskorte nicht weitergegeben. In Lemberg erreichten die Telegramme Alexander, der sich daraufhin noch am 16. Augustjul. / 28. August 1886greg. über Bukarest auf dem Weg nach Bulgarien machte. Bereits am Bahnhof in Bukarest wurde Alexander von jubelnden Exil-Bulgaren, rumänischen Regierungsvertretern und dem britischen Gesandten empfangen. Am 17. Augustjul. / 29. August 1886greg. überquerte der Fürst die Donau bei Rousse, wo er von einer riesigen, jubelnden Menschenmasse begrüßt wurde und kehrte damit nach Bulgarien zurück.
Am 9. Mai 1881 hatte Alexander schon einmal mit Abdankung gedroht, um seine Politik durchzusetzen.
Damals war die Antwort aus St. Petersburg noch „günstig, doch zurückhaltend“ (Corti). Als er diesmal seinem Cousin Alexander III. die Rückgabe seiner Krone anbot, um die Fortführung seiner Politik zu sichern, hatte er sich wohl einfach verkalkuliert. Die Stimmung im Volk war zu diesem Zeitpunkt immer noch auf Sandros Seite, doch Alexander III. ergriff die Gelegenheit. Seine Abdankung löste große Bestürzung aus, man ging sogar so weit, Prinz Alexander von Hessen den Thron anzubieten – in der Erwartung, nach dessen Tod den geliebten Fürsten zurückzubekommen. So dauerte es fast ein Jahr, bis die Regentschaft unter Stambolov den von Sandro vorgeschlagenen Ferdinand von Sachsen-Coburg als neuen Fürsten bestätigte. Dessen Anerkennung durch die Pforte und die europäischen Großmächte erfolgte aber erst 1896.
Am 7. September 1886 verzichtete Alexander I. endgültig auf die Herrschaft, da er glaubte gegen die persönliche Feindschaft des russischen Zaren Alexander III., wie auch der russophil-panslawischen Kräfte im Land, dieses nicht regieren zu können.
Letztendlich wurde Ferdinand von Sachsen-Coburg und Gotha dann als Ferdinand I. zu seinem Nachfolger gewählt.

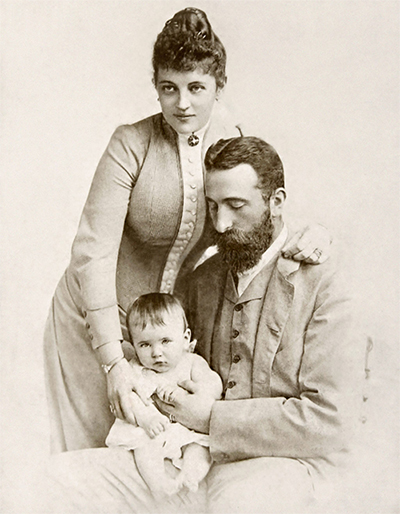
Graf und Gräfin Hartenau mit ihrem Sohn Krum Assen, etwa 1891

Alexander von Hartenau als Kommandeur des k.k. Infanterieregimentes Leopold II. König der Belgier No.27

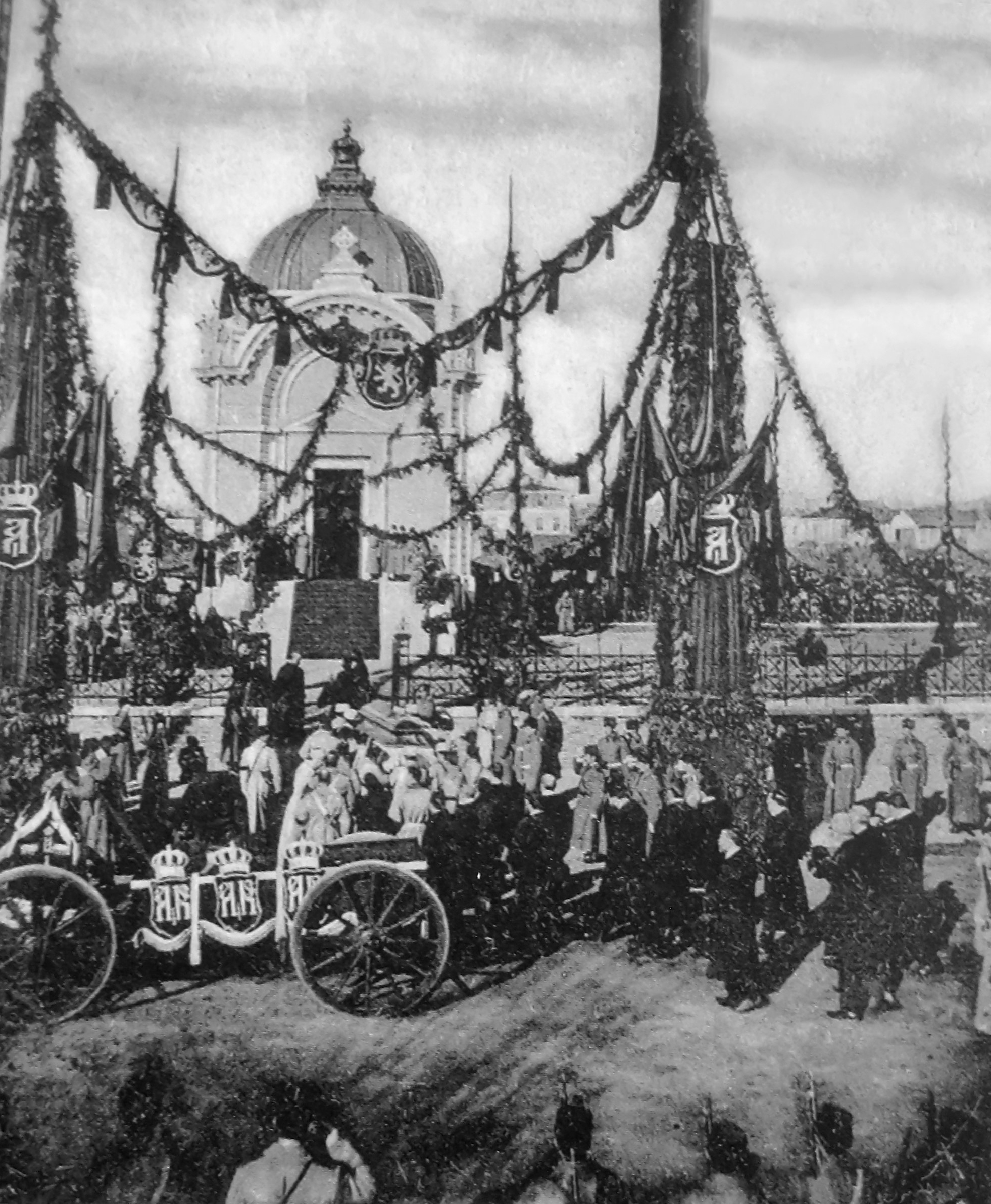
Beisetzungszeremonie am Mausoleum

## Heirat und Nachkommen
Im Juli 1883 hatte sich Alexander insgeheim mit Prinzessin Viktoria von Preußen, genannt Moretta, Tochter des späteren Kaisers Friedrich III. und dessen Gattin Victoria von Großbritannien verlobt. Aber deren Großvater, Kaiser Wilhelm I., ihr Bruder, Kronprinz Wilhelm und Fürst Bismarck waren aus politischen Erwägungen und persönlichen Animositäten gegen das Verlöbnis und verboten eine Heirat. Jahrelang kämpfte Viktoria vergeblich gegen das Verbot an, aber insbesondere Bismarck stellte sich entschieden dagegen. 1888 wurde die Verlobung aus Gründen der Staatsräson dann endgültig gelöst.
Am 6. Februar 1889 heiratete Alexander in Castellar bei Menton in Südfrankreich die Opernsängerin Johanna Loisinger (1865–1951). Schon zuvor, am 11. Januar, hatte er von seinem Cousin Großherzog Ludwig IV. von Hessen und bei Rhein die Genehmigung zur Führung des Namens und Titels eines Grafen von Hartenau erhalten (wobei er anfangs auf alle mit dem Titel verknüpften Privilegien verzichtete), den nach der Heirat auch seine Gemahlin erhielt.
Aus der Ehe gingen zwei Kinder hervor:
- Assen Ludwig Alexander, Graf von Hartenau (1890–1965)
- Zwetana Marie Therese Vera, Gräfin von Hartenau (1893–1935)

## Die Grazer Zeit
Sich aus der Öffentlichkeit zurückziehend, gelang es Alexander nach mehreren Versuchen eine Anstellung in der k. u. k. Armee als Oberst im IR 27 in Graz zu erhalten. An seiner kakanischen Uniform trug er dann neben dem Bruststern des Großkreuzes des belgischen Leopoldordens nur noch drei von ihm selbst gestiftete fürstlich-bulgarische Ehrenzeichen: die Medaille für den Feldzug gegen Serbien, die Verdienstmedaille für die Befreiung 1878, und seinen 1885 gestifteten Militärorden für Tapferkeit 4. Klasse (obwohl er hier vormals Träger des Großkreuzes gewesen war).(Bild rechts vrnl.) Auch wenn er wegen einer Blinddarmentzündung – die er nie mehr ganz auskurieren sollte – von Juni bis Oktober 1891 keinen Dienst versehen konnte, wurde er im Oktober 1891 zum Regimentskommandanten ernannt. Wenn auch gesundheitlich weiter eingeschränkt, erfolgte am 16. Mai 1892 die nächste Beförderung, und Alexander von Hartenau avancierte zum Generalmajor und Kommandanten der II. Infanteriebrigade, bestehend aus IR 27, IR 42 und einigen weiteren kleinen Truppenteilen. Trotz weiterer guter Bewertungen und des guten Eindrucks, den er u. a. bei Manövern in Köszeg auf Kaiser Franz Joseph machte, ließ eine weitere Beförderung auf sich warten.

## Tod und Begräbnis
Alexander Graf von Hartenau, einstiger erster Fürst von Bulgarien, geborener Prinz von Battenberg, starb nach langer chronischer Krankheit am 17. November 1893 in Graz an einem Blinddarmdurchbruch. Sein Leichnam wurde zunächst am Stadtfriedhof Graz-St. Peter bestattet, dann nach Sofia überführt und erhielt am 26. November ein Staatsbegräbnis, unter Führung von Fürst Ferdinand I. Nach einem Gottesdienst in der Kathedrale Sweta Nedelja wurde Alexander vorerst in der Rotunde des Heiligen Georg beigesetzt.

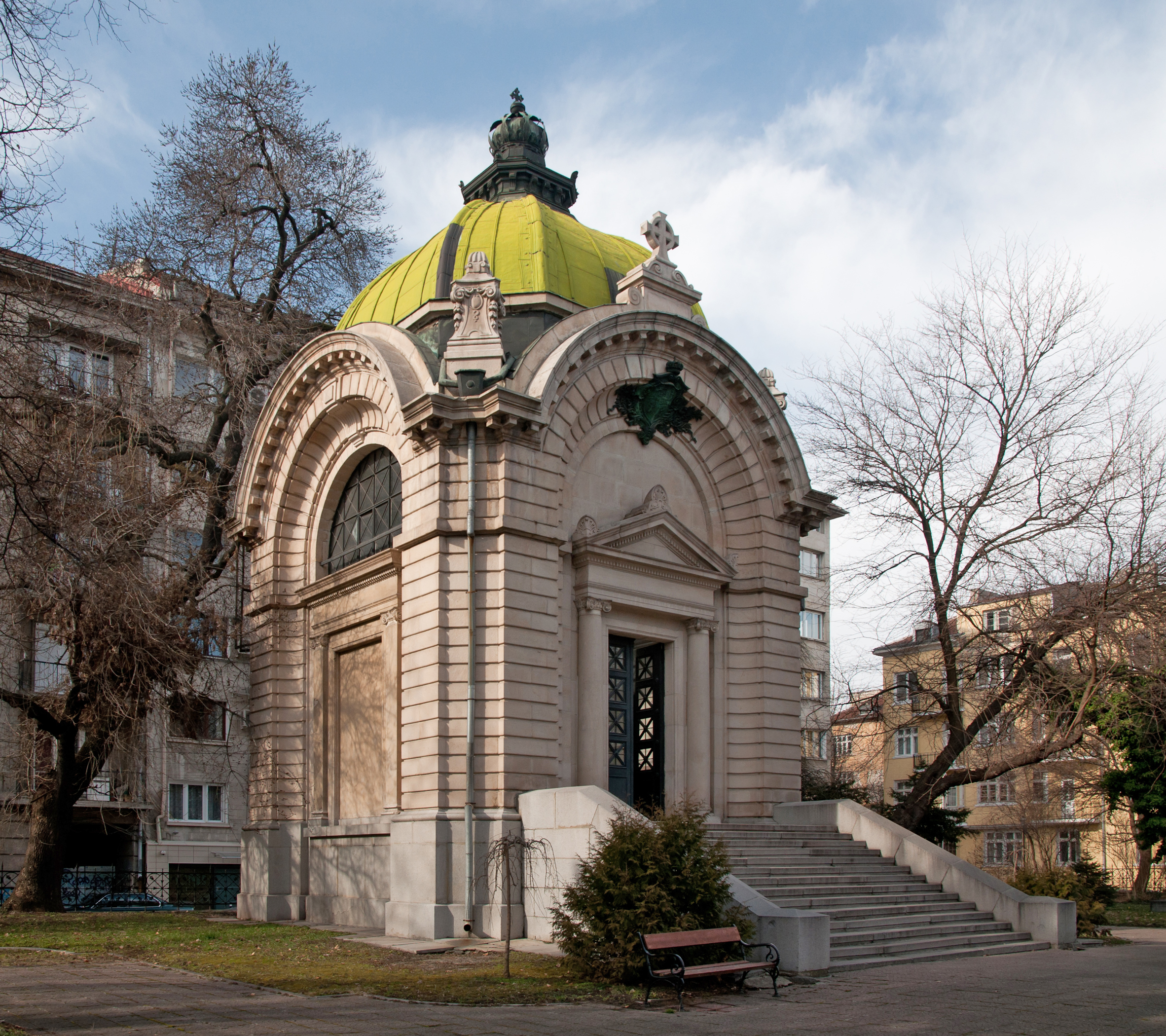
Alexanders Mausoleum in Sofia

Am 15. Januar 1898 wurde Alexander in das für ihn errichtete Battenberg-Mausoleum am heutigen Wassil-Lewski-Boulevard umgebettet, woran nun auch Johanna Gräfin von Hartenau und ihre Kinder teilnahmen. Der Schweizer Architekt Hermann Mayer hatte das 13 Meter hohe Mausoleum auf 80 m² im überwiegend neobarocken Stil entworfen. Die Innengestaltung stammt vom bulgarischen Maler Haralampi Tachew.
Von 1947 bis 1991 war das Mausoleum nicht zugänglich. Erst nach dem Ende der Volksrepublik Bulgarien wurde es wieder restauriert und neu eröffnet. Heute werden neben einem Kenotaph auch private Dinge und Dokumente Alexanders ausgestellt, die seine Witwe 1937 zur Verfügung gestellt hatte. Johanna Loisinger wurde in Graz auf dem Friedhof St. Leonhard beigesetzt.